# マキャベリ的知性仮説

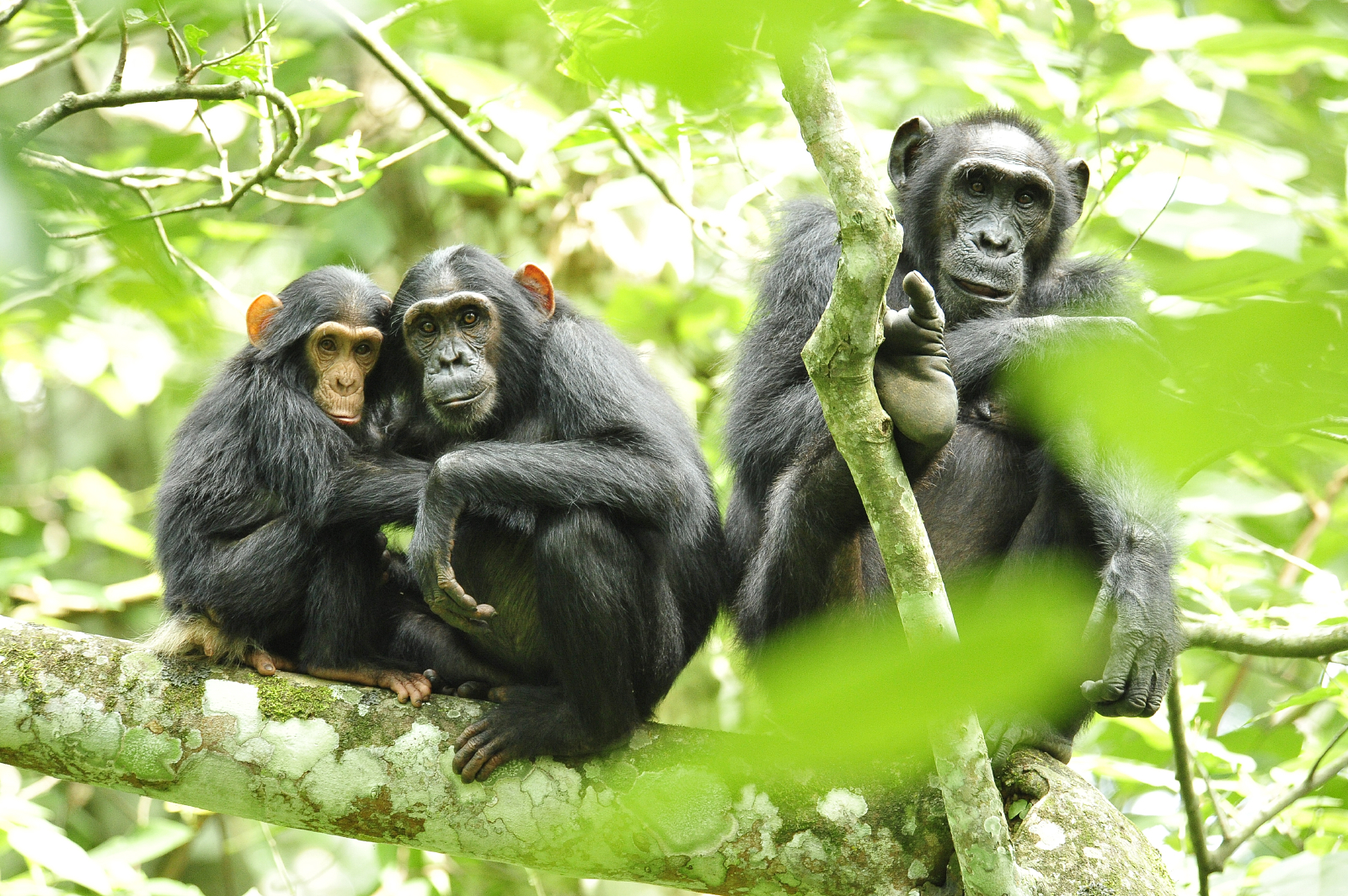
チンパンジーの群れ

霊長類学において、マキャベリ的知性仮説（まきゃべりてきちせいかせつ、英: Machiavellian intelligence hypothesis）または社会脳仮説は、霊長類が複雑な社会集団内で巧みに行動する能力を説明するものである。この概念の最初の紹介は、フランス・ドゥ・ヴァールの著書『チンパンジーの政治学』（1982年）からである。この本の中でドゥ・ヴァールは、チンパンジーが「マキャベリ的」と考えられる特定の社会的操作行動を行うことに言及している。
この仮説は、霊長類の大きな脳と特徴的な認知能力が、社会的競争者がより高い社会的および繁殖成功度を達成するための手段として、ますます洗練された戦略を発展させた激しい社会的競争を通じて進化したと提唱している。

## 概要

### 用語の起源
「マキャベリ的知性」という用語は霊長類学者のフランス・ドゥ・ヴァールに由来し、霊長類の行動が非常に精巧で、現代の政治的行動に比較できるかもしれないと指摘した。
霊長類学者のニコラス・ハンフリー、アンドリュー・ホワイトン、リチャード・バーンがこの理論の発展に重要な役割を果たした。バーンとホワイトンは、このテーマを探求する学際的研究をまとめた2冊の著作『Machiavellian Intelligence: Social Expertise and the Evolution of Intellect in Monkeys, Apes, and Humans』（オックスフォード大学出版局、1988年）と『Machiavellian Intelligence II: Extensions and Evaluations』（ケンブリッジ大学出版局、1997年）を編集した。彼らは、霊長類、特に大型類人猿が、同盟の形成、欺瞞、和解といった複雑な社会的行動を示すことを観察した。これらの行動は、採食や捕食者の回避といった基本的な生存課題に必要なものを超えた認知能力を必要とするように見えた。

## 他の研究との関係
概念として、マキャベリアニズムのパーソナリティ構成概念と混同され、誤解されることがある。マキャベリアニズムは感情の欠如や搾取性などの人間の感情的・対人的特性に焦点を当てているのに対し、マキャベリ的知性は霊長類の社会的行動を扱い、非道徳的行為に焦点を当てているわけではない。

## 生物の行動
マキャベリ的知性は、以下のような霊長類の行動によって示される：
- 配偶者探し
- 互恵的行動と攻撃的行動
- 協力と競争などの複雑な集団行動[10]
- 霊長類による欺瞞行動（英語版）

## 批判

### 食物と栄養因子
マキャベリ的知性仮説の基礎となっている霊長目と鯨類における大きな脳と大きな社会集団の関連性は、脳の大きさと社会集団の大きさの共通の制限要因として食物の利用可能性を見過ごしているとして、多くの研究者から批判されている。霊長類や鯨類の中には、ほとんどの種類の食物を食べる日和見種もいれば、特定の種類の食物に特化した種もおり、また動物が生息する異なる地理的地域間で食物の全体的な利用可能性に違いがある。マキャベリ的知性の批判者の中には、食物の貧困や希少な種類の食物への特化により栄養素の使用を抑える必要がある種は、より小さな集団で生活する種の平均的な脳の大きさを小さくし、栄養価の高い食物への日和見的な採食と豊富な食物供給という共通の原因により、大きな脳が誤って大きな集団と結びついているように見えると主張する者もいる。これらの批判者はまた、非常に大きな集団の中で小さな脳を持つ霊長類の「例外」は、典型的に豊富だが栄養価の低い食物（ゲラダヒヒが草を食べるような）を食べており、これは食物に基づくモデルによって予測されると指摘し、種が同じ程度の消化の特殊化と環境における食物の利用可能性を持っている場合、大きな脳によってもたらされるより高い個体の栄養必要量が集団を小さくすると主張している。